# Wilczek-föld
A Wilczek-föld (oroszul Земля Вильчека [Zemlja Vilcseka]) a Ferenc József-föld legnagyobb szigeteinek egyike Oroszországban, a Jeges-tengerben, közel az Északi-sarkhoz.
A Wilczek-föld a második legnagyobb szigete a Ferenc József-földnek, csaknem a teljes felszínét jég – gleccser – borítja, kivéve két kisebb területet a sziget nyugati oldalán. A legmagasabb pontja 606 méter. A Zichy-földtől az Ausztria-csatorna választja el.
A szigetet az osztrák-magyar monarchiabeli Wilczek grófról nevezték el. A gróf az osztrák–magyar északi-sarki expedíció legnagyobb pénzügyi támogatója volt.  
A Wilczek-föld mellett a Ferenc József-földön megtalálható a Wilczek-sziget is, amely a Salm-szigettől délnyugatra helyezkedik el. 
A sziget része a Geller-fok (é. sz. 80° 46′, k. h. 59° 36′80.766667°N 59.600000°E), ahol a Welle-expedíció két tagja töltötte el a telet 1899-ben, várva az Északi-sarkról hazatérő társaikat.

## Kisebb szigetek a Wilczek-földnél
- A Wilczek-föld déli partjaitól 9 km-re a Klagenfurt-sziget (Остров Клагенфурт) fekszik.
- Közvetlenül a Wilczek-föld keleti partjánál két kisebb sziget található, a Gorbunov-szigetek (Острова Горбунова), nevét az orosz Gregorij Petrovics Gorbunovról kapta.
- 1,5 km-re a Wilczek-föld délkeleti részén kisebb szigetek helyezkednek el:
  - Gyerevjannij-sziget (Остров Деревянный).
  - Davis-sziget (Дауэс (остров)), John King Davis felfedező után.
  - Tillo-szigetek (Остров Тилло), a térképész, Alekszej Tillo után.

## Külső hivatkozások
- A Wilczek-föld képeken